# Corrida de montanha (automobilismo)

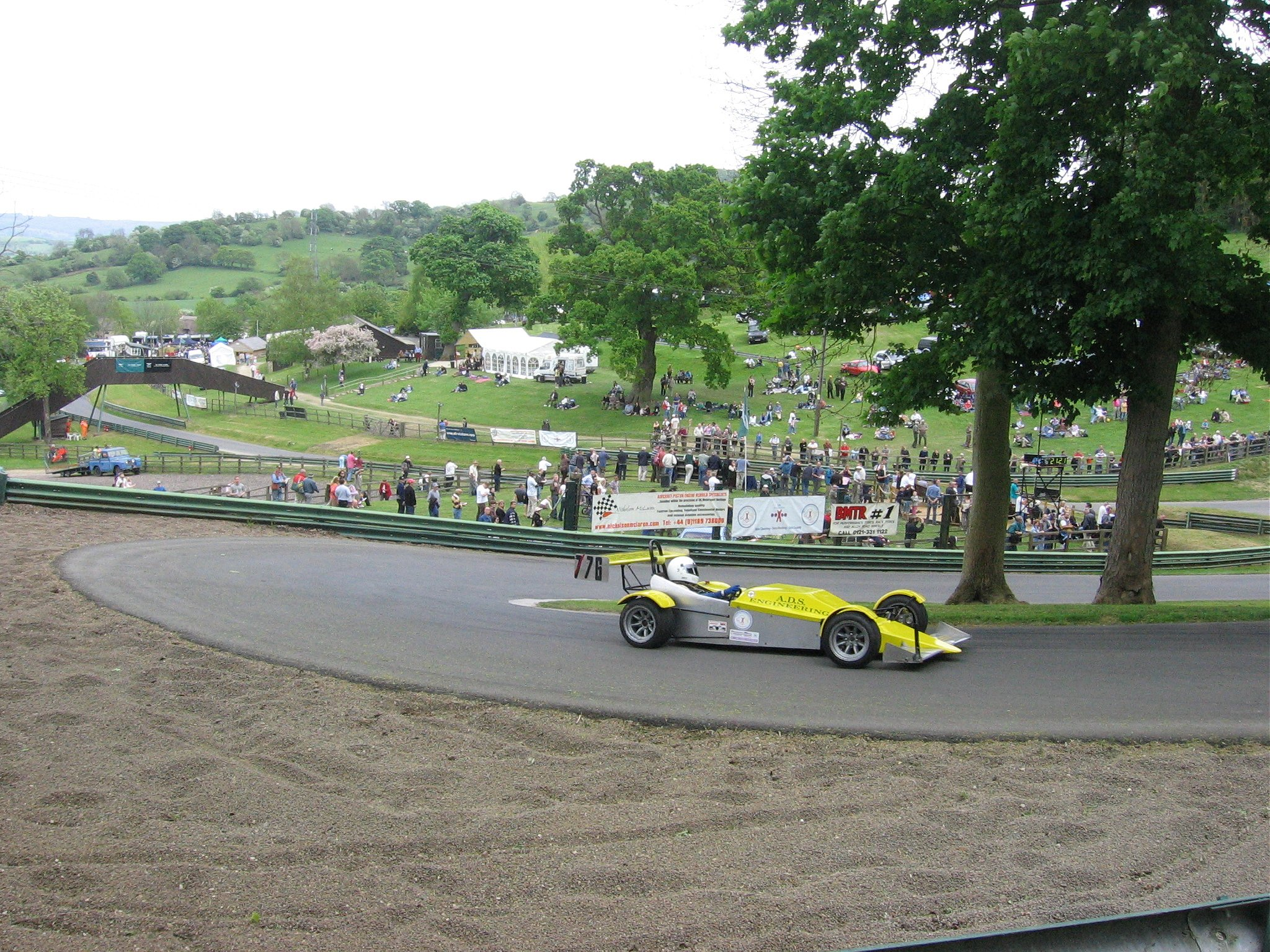
Corrida de montanha de Prescott, Inglaterra

Corrida de Montanha ou Rampa, (em inglês: "Hillclimbing"), no automobilismo, é a designação de um tipo de corrida de automóveis na qual os competidores competem contra o relógio para completar um percurso em subida.
A Corrida de Montanha, é um dos tipos mais antigos de corrida automobilística, sendo a primeira que se tem notícia, a ocorrida em 31 de janeiro de 1897 em La Turbie, França.
Já a Corrida de Montanha, que ocorre em Shelsley Walsh, Inglaterra, é o evento de realização contínua mais antigo dessa modalidade mantendo seu percurso original, tendo ocorrido pela primeira vez em 1905.
Não existe nenhum campeonato mundial, sendo o Campeonato Europeu de Montanha a competição mais importante.

## Competições
As corridas de montanha na Europa continental, geralmente são realizadas em percursos com vários quilómetros, tirando partido das diversas colinas e montanhas, como os Alpes. O campeonato mais importante é o europeu, existindo depois  a Taça Internacional de Montanha da FIA (em inglês: "FIA International Hill Climb Cup") como uma competição secundária, embora sendo em algumas das provas disputadas pelos principais concorrentes europeus. Os Masters de Montanha, é uma corrida de montanha bi-anual realizada pela FIA sendo disputada pelos campeões nacionais dos diversos países e pelos melhores pilotos internacionais.
Os campeonatos internacionais são geralmente disputados no centro e leste da Europa, em redor dos Alpes.
A Rampa da Falperra (Portugal) e o piloto espanhol Andres Vilariño acabam por ser uma excepção.
Devido à falta de altas montanhas no Reino Unido, as rampas aí realizadas são bastante curtas (geralmente com menos de 1 minuto) e por isso não é normal Britânicos e europeus continentais participarem nas mesmas competições.
No entanto a prova de montanha que atingiu maior notoriedade é a Subida de Pikes Peak, quer pela dificuldade da prova (cerca de 20 km, sendo que até 2011 era disputada parcialmente em troços de terra), quer pelos veículos exóticos permitidos que tem atraídos diversos pilotos de rali famosos como Michèle Mouton, Walter Röhrl, Ari Vatanen, Stig Blomqvist ou Sébastien Loeb.
As viaturas permitidas são geralmente agrupadas em duas categorias: a primeira dedicada a carros de turismo e a segunda aberta a [Fórmula (automobilismo)|fórmulas]] e sport-protótipos (conhecidos como barchettas).

## Rampas em Portugal
Em Portugal existe o Campeonato Nacional de Montanha cuja principal prova é a Rampa da Falperra que na maior parte das suas edições contaram para o campeonato europeu. A Rampa da Covilhã é uma prova que também tem feito parte dos calendários internacionais mas sem o prestígio da Falperra. A Rampa do Caramulo é a mais popular entre os carros clássicos.

## Ligações Externas
- SHELSLEY WALSH - speed history : future records (em inglês)